# La Proposition (film, 2009)
Pour les articles homonymes, voir La Proposition.
Pour plus de détails, voir Fiche technique et Distribution.
La Proposition (The Proposal) est une comédie romantique américaine réalisée par Anne Fletcher, sortie en 2009.

## Synopsis
Margaret Tate est rédactrice en chef adjointe pour une maison d'édition. Considérée comme un véritable tyran, elle est crainte par ses employés et n'hésite pas à abuser de son pouvoir. À sa grande surprise, elle apprend que son visa n'a pas été accepté et qu'elle va être expulsée au Canada, son pays d'origine. Comme elle ne peut travailler pendant un an pour aucune entreprise américaine, elle se retrouvera bientôt au chômage. Dépitée, elle contraint son assistant Andrew Paxton de l'épouser afin d'acquérir le droit de rester. Il accepte à contrecœur, en contrepartie d'un futur poste de rédacteur au sein de la société et d'une publication de son roman, deux éléments que sa patronne a toujours refusés jusqu'à présent. Suspectés par les services de l’immigration, les deux collaborateurs sont forcés de passer un week-end ensemble en Alaska, chez les parents d’Andrew, pour rendre crédible leur supercherie. Ils devront gérer l'annonce de leurs fiançailles, les rapports avec la famille d'Andrew, et apprendre à se connaître. Tomberont-ils amoureux ?

## Fiche technique
- Titre original : The Proposal
- Titre français : La Proposition
- Réalisation : Anne Fletcher
- Scénario : Peter Chiarelli
- Direction artistique : Scott Meehan
- Décors : Nelson Coates (en)
- Costumes : Catherine Marie Thomas
- Photographie : Oliver Stapleton
- Montage : Priscilla Nedd-Friendly
- Musique : Aaron Zigman
- Production : Todd Lieberman et David Hoberman
  - Production exécutive : Alex Kurtzman, Roberto Orci, Kristin Burr
- Sociétés de production : Touchstone Pictures
- Sociétés de distribution : France : Walt Disney Studios Motion Pictures France
- Pays d'origine :  États-Unis
- Langue originale : anglais
- Format : couleur – 35 mm – 2,35:1 (Cinemascope) – son Dolby Digital – DTS – SDDS
- Genre : Comédie romantique
- Durée : 108 minutes
- Dates de sortie : 
  - États-Unis : 22 mai 2009
  - France : 23 septembre 2009

Source : IMDb

## Distribution
- Sandra Bullock (V. F. : Françoise Cadol ; V. Q. : Hélène Mondoux) : Margaret Tate
- Ryan Reynolds (V. F. : Pierre Tessier ; V. Q. : Martin Watier) : Andrew Paxton
- Mary Steenburgen (V. F. : Frédérique Tirmont ; V. Q. : Nathalie Coupal) : Grace Paxton, mère d'Andrew
- Craig T. Nelson (V. F. : Pierre Dourlens ; V. Q. : Vincent Davy) : Joe Paxton, père d'Andrew
- Betty White (V. F. : Régine Blaëss ; V. Q. : Élizabeth Chouvalidzé) : Annie, grand-mère d'Andrew
- Denis O'Hare (V. F. : Pascal Germain ; V. Q. : Tristan Harvey) : M. Gilbertson
- Malin Akerman (V. F. : Agnès Manoury ; V. Q. : Camille Cyr-Desmarais) : Gertrude « Trudy », ex-amoureuse d'Andrew
- Oscar Nuñez (V. F. : Diego Asensio ; V. Q. : Daniel Lesourd) : Ramone
- Aasif Mandvi (V. F. : Bernard Métraux ; V. Q. : Yves Soutière) : Bob Spaulding
- Michael Nouri (V. F. : Guy Chapellier ; V. Q. : François Sasseville) : le président Bergen
- Michael Mosley (V. F. : Franck Capillery ; V. Q. : Benoît Drouin-Germain) : Chuck
- Dale Place : Jim McKittrick
- Alicia Hunt : Serveuse au café
- Alexis R. Garcia : Employé de l'immigration
- Kortney Adams : Réceptionniste à Colden Books
- Chris Whitney : Pilote d'hélicoptère
- Jerrell Lee Wesley (V. F. : Jean-Michel Vaubien) : Jordan
- Gregg Edelman : Malloy
- Phyllis Kay (V. F. : Armelle Gallaud) : Mme McKittrick
- Kate Lacey : Invitée à la fête
- Gene Fleming : Propriétaire du magasin
- Mary Linda Rapelye : Secrétaire
- Anne Fletcher : Jill
- B. Johnson : Homme au bureau

Version française
- Studio de doublage : Dubbing Brothers
- Direction artistique : Perrette Pradier
- Adaptation : Philippe Videcoq-Gagé

Sources et légendes : Version française (V. F.) sur Voxofilm et Version québécoise (V. Q.) sur Doublage.qc.ca

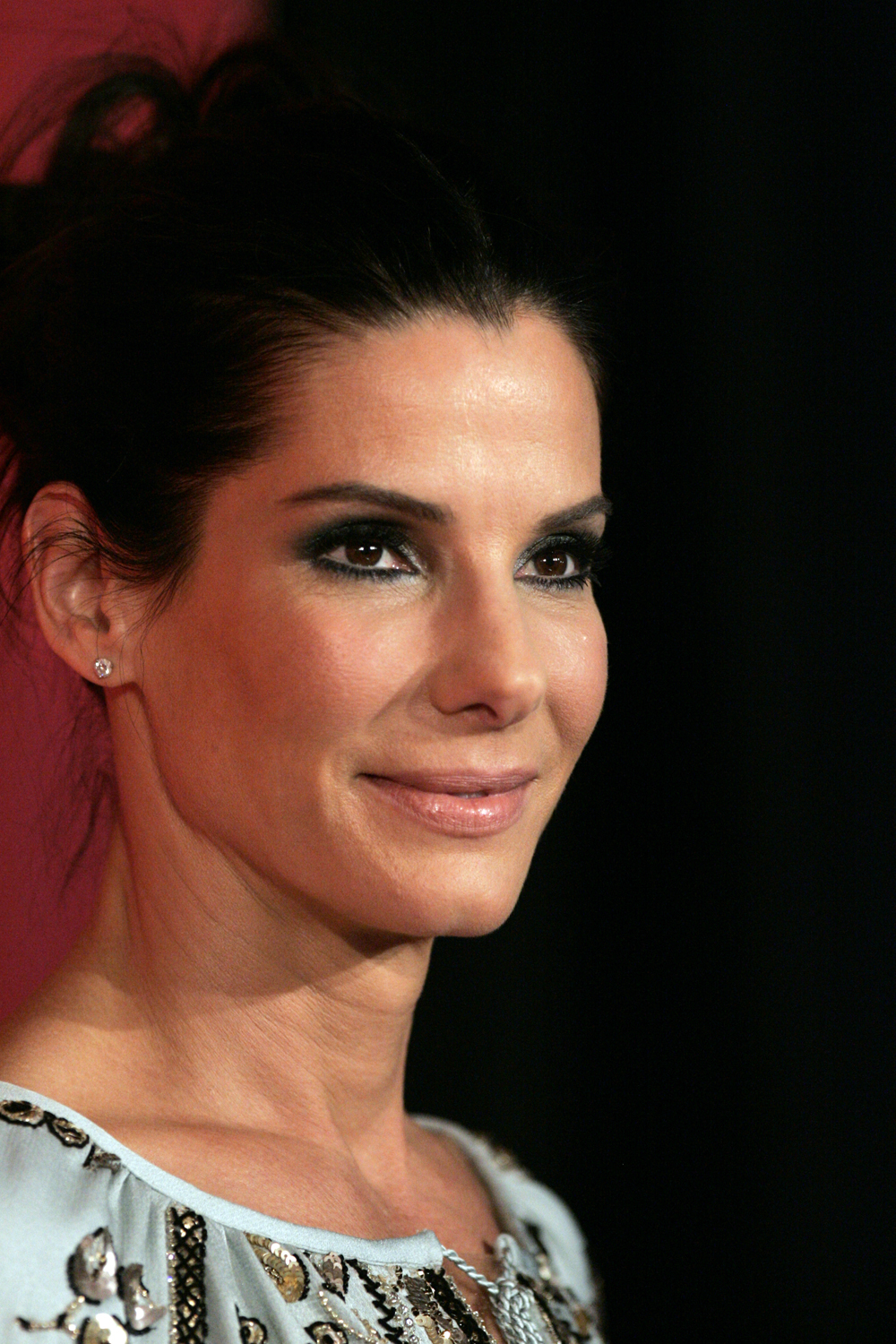
Sandra Bullock dans le rôle de Margaret Tate.
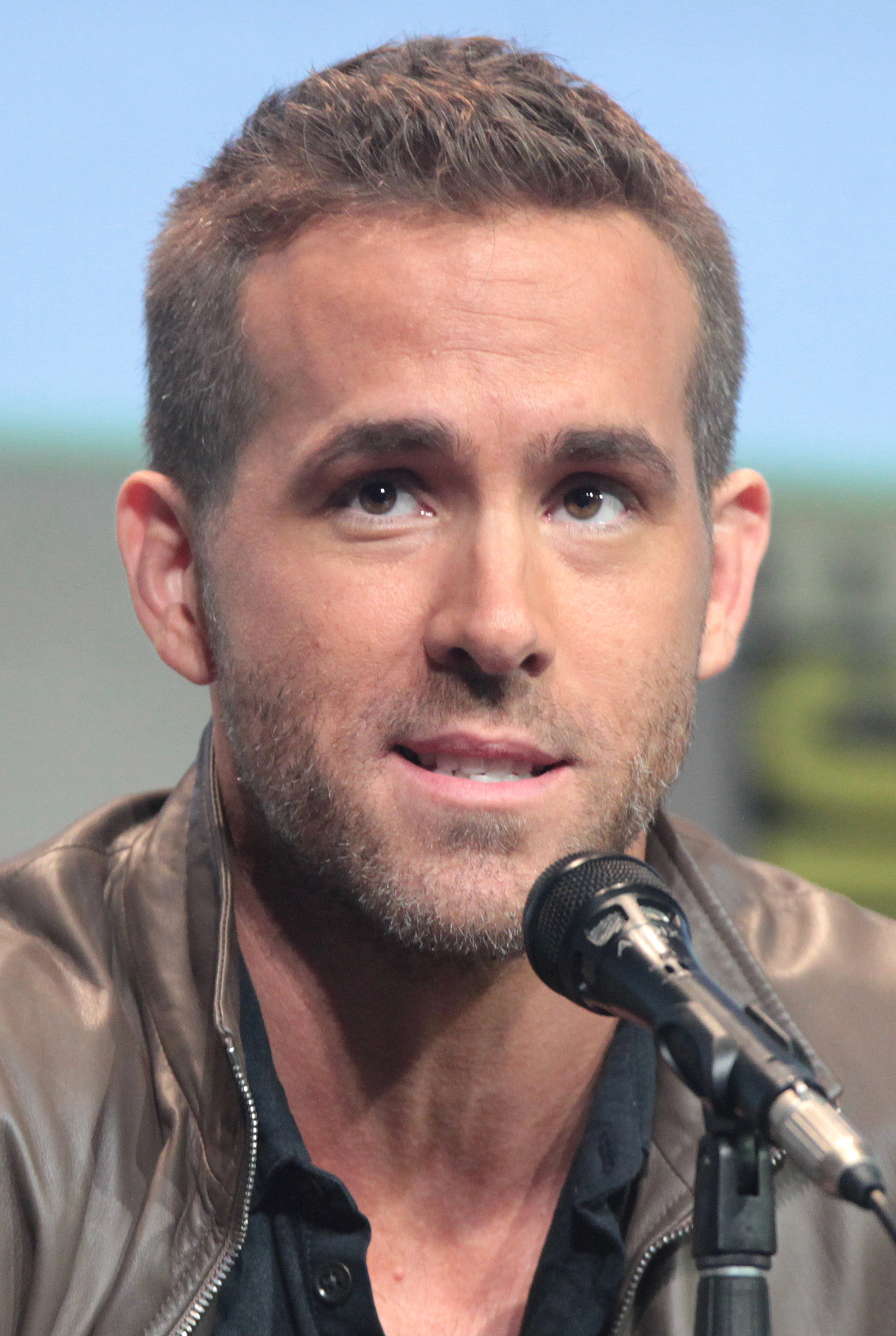
Ryan Reynolds dans le rôle d’Andrew Paxton.
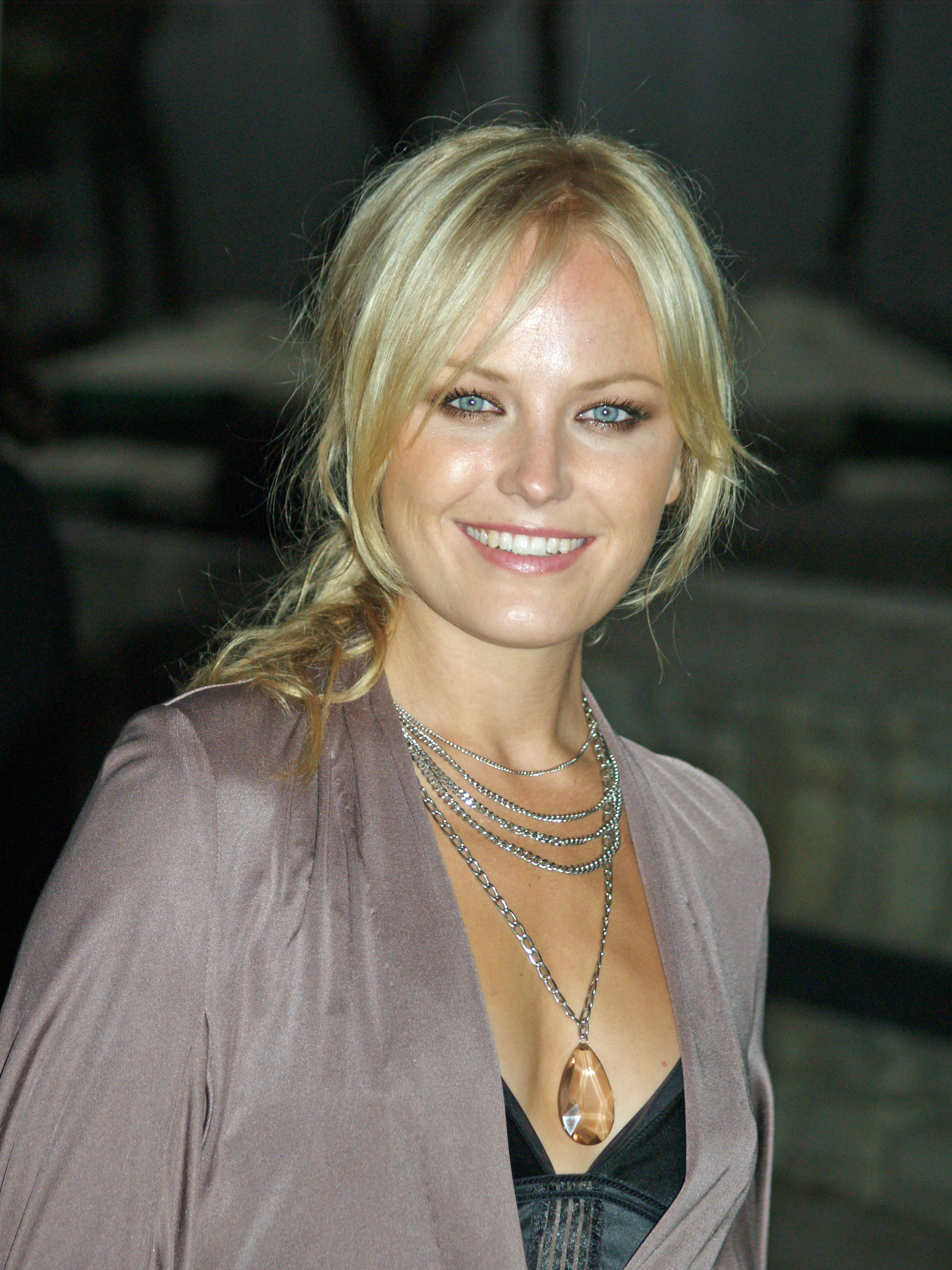
Malin Åkerman dans le rôle de Trudy.
Mary Steenburgen dans le rôle de Grace Paxton.
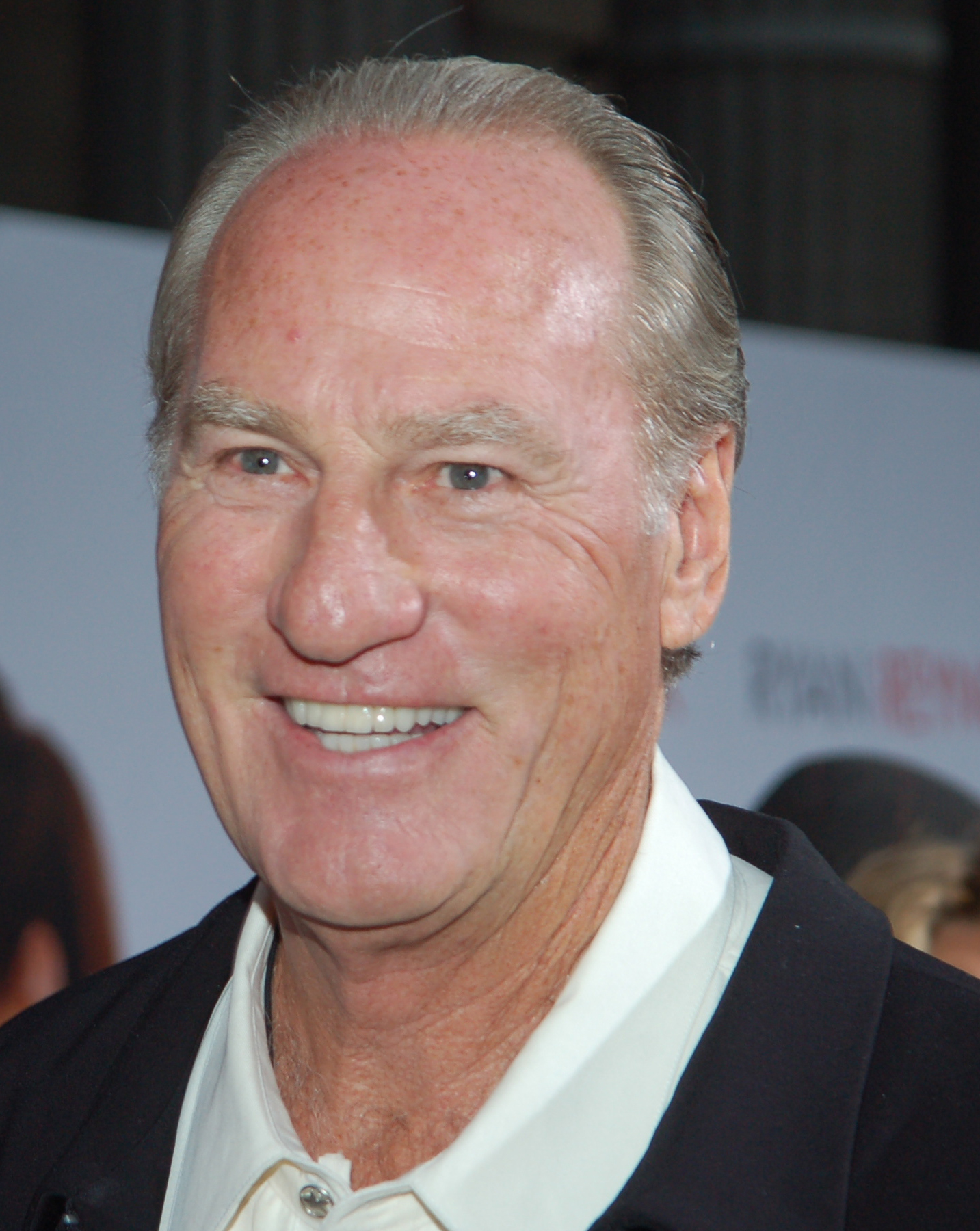
Craig T. Nelson dans le rôle de Joe Paxton.
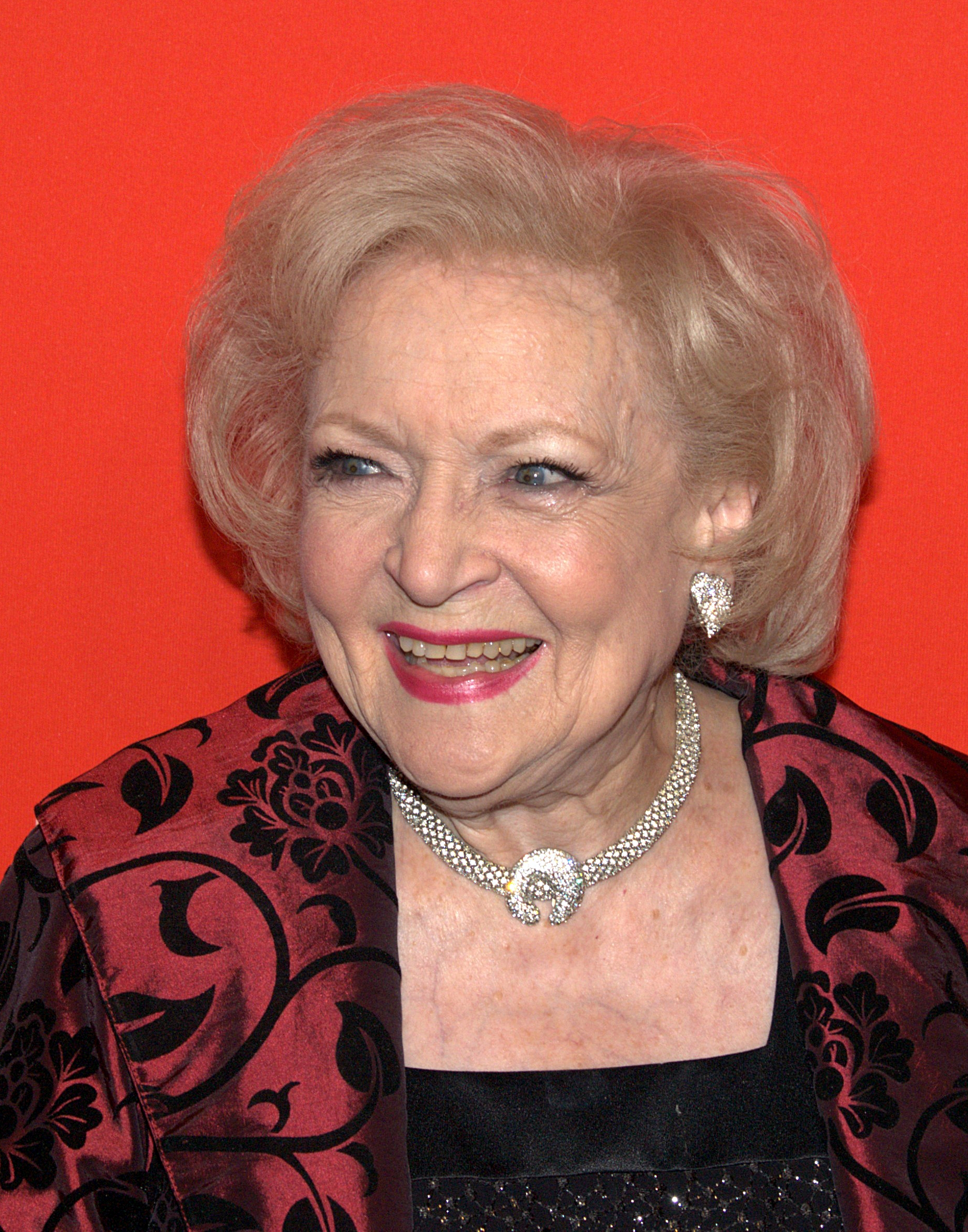
Betty White dans le rôle de grand-mère Annie.

## Production

### Attribution des rôles
Initialement, c'est Julia Roberts qui devait incarner le personnage de Margaret Tate.

### Lieux de tournage
Le tournage s'est déroulé :
- dans le Lower Manhattan à New York
- dans le Massachusetts :
  - dans le State Street Bank Building (en) à Boston
  - les côtes de Rockport
  - Manchester-by-the-Sea
  - Gloucester
  - Cap Ann

## Bande originale
Sauf indication contraire, les informations mentionnées dans cette section peuvent être confirmées par le générique de fin de l'œuvre audiovisuelle présentée ici, ainsi que par la base de données cinématographiques IMDb,  présente dans la section « Liens externes ».
- Find My Way par The Gabe Dixon Band (en) (générique de début).
- Coolin' d'Alex Wilson et Paul Booth.
- Relax par Frankie Goes to Hollywood de 1983 (dans le bar sous les acclamations des spectatrices, Ramone effectue son striptease sur la scène, va chercher Margaret dans la salle, l'attire sur la scène, la fait assoir sur la chaise et danse autour d'elle).
- Cult of Personality par Living Colour de 1988.
- It Takes Two (en) par Rob Base and DJ E-Z Rock (en) de 1988 (fin du générique de fin).
- Woosh Xhant Wuda.aat.
- Love Me Tenderly par Johnny Lidell.
- I've Got You Under My Skin par Michael Bublé.
- Só Danço Samba par Luiz Bonfá.
- U Can't Touch This par MC Hammer de 1990.
- Freedom par Beautiful Creatures (en).
- Get Low (en) par Lil Jon and the East Side Boyz de 2003 (dans la forêt Margaret et Annie dansent autour d'un feu de bois, sous le regard perplexe d'Andrew).
- Canon en ré majeur par Johann Pachelbel.

## Accueil

### Accueil critique
Sur l'agrégateur américain Rotten Tomatoes, le film récolte 44 % d'opinions favorables pour 187 critiques. Sur Metacritic, il obtient une note moyenne de 48⁄100 pour 30 critiques.
En France, le site Allociné propose une note moyenne de 2,5⁄5 à partir de l'interprétation de critiques provenant de 20 titres de presse.

### Box-office
- États-Unis : 163 900 057 dollars[7]
- France : 802 667 entrées[8]

## Distinctions

### Récompenses
| Prix               | Catégorie                                 | Nomination                    | Résultat |
| ------------------ | ----------------------------------------- | ----------------------------- | -------- |
| Teen Choice Awards | Meilleure actrice dans un film romantique | Sandra Bullock                | Lauréat  |
| Teen Choice Awards | Meilleure danse                           | Sandra Bullock et Betty White | Lauréat  |

### Nominations
| Prix               | Catégorie                                             | Nomination                      | Résultat   |
| ------------------ | ----------------------------------------------------- | ------------------------------- | ---------- |
| Golden Globes      | Meilleure actrice dans un film musical ou une comédie | Sandra Bullock                  | Nomination |
| Satellite Awards   | Meilleure actrice                                     | Sandra Bullock                  | Nomination |
| Teen Choice Awards | Meilleur film romantique                              |                                 | Nomination |
| Teen Choice Awards | Meilleur acteur dans un film romantique               | Ryan Reynolds                   | Nomination |
| Teen Choice Awards | Meilleure voleuse de scène                            | Betty White                     | Nomination |
| Teen Choice Awards | Meilleure alchimie                                    | Sandra Bullock et Ryan Reynolds | Nomination |
| Teen Choice Awards | Meilleur baiser                                       | Sandra Bullock et Ryan Reynolds | Nomination |